# 布鲁克·莫里森
布鲁克·莫里森（英語：Brooke Morrison，1979年1月3日—）是一名澳大利亚女子曲棍球运动员。她曾代表澳大利亚国家队参加2002年英联邦运动会曲棍球比赛，获得一枚铜牌。